# Ingekeepte smalboktor
De ingekeepte smalboktor (Pseudovadonia livida) is een keversoort uit de familie van de boktorren (Cerambycidae). De wetenschappelijke naam van de soort werd gepubliceerd in 1776 door Fabricius.